# Taisei Corporation
Taisei Corporation (大成 建設 株式会社?, Taisei Kensetsu Kabushiki-gaisha) è una società giapponese fondata nel 1873 e attiva nel campo dell'edilizia, dell'ingegneria civile e dello sviluppo immobiliare. Il quartier generale di Taisei si trova presso lo Shinjuku Center Building a Nishi-Shinjuku, Shinjuku, Tokyo.
Taisei Corporation è uno dei cinque cosiddetti "super general contractor" giapponesi (スーパーゼネコン, suupaa zenekon), gli altri quattro sono Kajima Corporation, Shimizu Corporation, Takenaka Corporation e Obayashi Corporation. Taisei Corporation ha le sue radici in Okura zaibatsu (財閥) fondata dal barone Ōkura Kihachirō (大倉 喜八郎). Dopo lo scioglimento dello zaibatsu alla fine della seconda guerra mondiale, Taisei è stata ristrutturata come una società di proprietà dei dipendenti ed è attualmente l'unico appaltatore generale giapponese su larga scala di proprietà dei dipendenti tra i "super appaltatori generali"; gli altri quattro sono di proprietà e controllati da famiglie.
Taisei ha costruito con successo diversi progetti civili ed edili tra cui grattacieli, dighe, ponti, tunnel, metropolitane e progetti di edilizia residenziale sia in Giappone che all'estero. Taisei è anche ben noto in Giappone per il suo marchio di alloggi resistenti ai disastri Palcon (パルコン). Progetti internazionali di rilievo in cui è stata coinvolta Taisei includono l'ampliamento del tunnel sottomarino Palm Islands a Dubai, il tunnel sottomarino del Bosforo in Turchia, il New Doha International Airport in Qatar, il Noi Bai International Airport Terminal 2 ad Hanoi, il Mega Bridge in Thailandia, il ponte Cần Thơ in Vietnam e l'aeroporto internazionale di Iloilo a Iloilo City, Filippine.

## Storia
Taisei è stata fondata nel 1873 come Okuragumi Shokai Company (大倉組商会, Ōkuragumi Shōkai) da Okura Kihachiro. Divenne Nippon Doboku Co., Ltd. (有限責任日本土木会社, Yūgen Sekinin Nippon Doboku Kaisha) nel 1887, e fu ribattezzata Taisei Corporation nel 1946.